# چیدنیک دوژی
چیدنیک دوژی (به لاتین: Trzydnik Duży) یک روستای لهستان در لهستان است که در Gmina Trzydnik Duży واقع شده‌است.